# Zoosetha
Zoosetha är ett släkte av skalbaggar som beskrevs av Étienne Mulsant och Claudius Rey 1874. Zoosetha ingår i familjen kortvingar.
Släktet innehåller bara arten Zoosetha incisa.